# North Star Bay
North Star Bay er en bugt ved Thule Air Base ud for Wolstenholme Fjord.
Den 21. januar 1968 indtrådte Thuleulykken, hvor et amerikansk B-52 Stratofortress bombefly styrtede ned på isen i North Star Bay nær Thule Air Base.
76°33′41″N 68°49′39″V / 76.5614°N 68.8275°V